# Rather Be
"Rather Be" is een single van de Britse elektronische muziekgroep Clean Bandit en Britse zangeres Jess Glynne uit 2014. Het nummer is afkomstig van het debuutalbum New Eyes van Clean Bandit. De single kwam op nummer 1 terecht in de hitlijsten van het Verenigd Koninkrijk, Ierland, Duitsland, Oostenrijk, Zweden, Noorwegen, Finland en Israël. Ook in de Nederlandse Single Top 100 en de Nederlandse Top 40 werd de single een nummer 1–hit. In 2014 stond het nummer op de tweede plek in de Dance 15 van The X Vibe, een jaarlijkse hitlijst met de populairste dancenummers van het jaar. 

## Muziekvideo
De muziekvideo speelt zich af in Japan en de leden van Clean Bandit en een fan van de band zijn erin te zien. De rol van de fan wordt vertolkt door de actrice Haruka Abe.

## Tracklijst
| Nr. | Titel                       | Duur |
| --- | --------------------------- | ---- |
| 1.  | Rather Be (met Jess Glynne) | 3:49 |

| Nr. | Titel                           | Duur |
| --- | ------------------------------- | ---- |
| 1.  | Rather Be (The Magician remix)  | 4:34 |
| 2.  | Rather Be (All About She remix) | 3:49 |
| 3.  | Rather Be (Walter Ego remix)    | 5:57 |
| 4.  | Rather Be (Affelaye remix)      | 6:01 |

| Nr. | Titel                                | Duur |
| --- | ------------------------------------ | ---- |
| 1.  | Rather Be (Cash Cash x Valley remix) | 4:52 |
| 2.  | Rather Be (OVERWERK remix)           | 6:16 |
| 3.  | Rather Be (JackLNDN remix)           | 5:07 |

| Nr. | Titel                           | Duur |
| --- | ------------------------------- | ---- |
| 1.  | Rather Be (met Jess Glynne)     | 3:48 |
| 2.  | Rather Be (The Magician remix)  | 4:34 |
| 3.  | Rather Be (All About She remix) | 3:49 |
| 4.  | Rather Be (Walter Ego remix)    | 5:57 |
| 5.  | Rather Be (Affelaye remix)      | 6:01 |

## Hitnoteringen

### Nederlandse Top 40
| Hitnotering: 15-02-2014 t/m 13-09-2014 | Hitnotering: 15-02-2014 t/m 13-09-2014 | Hitnotering: 15-02-2014 t/m 13-09-2014 | Hitnotering: 15-02-2014 t/m 13-09-2014 | Hitnotering: 15-02-2014 t/m 13-09-2014 | Hitnotering: 15-02-2014 t/m 13-09-2014 | Hitnotering: 15-02-2014 t/m 13-09-2014 | Hitnotering: 15-02-2014 t/m 13-09-2014 | Hitnotering: 15-02-2014 t/m 13-09-2014 | Hitnotering: 15-02-2014 t/m 13-09-2014 | Hitnotering: 15-02-2014 t/m 13-09-2014 | Hitnotering: 15-02-2014 t/m 13-09-2014 | Hitnotering: 15-02-2014 t/m 13-09-2014 | Hitnotering: 15-02-2014 t/m 13-09-2014 | Hitnotering: 15-02-2014 t/m 13-09-2014 | Hitnotering: 15-02-2014 t/m 13-09-2014 | Hitnotering: 15-02-2014 t/m 13-09-2014 |
| Week:                                  | 1                                      | 2                                      | 3                                      | 4                                      | 5                                      | 6                                      | 7                                      | 8                                      | 9                                      | 10                                     | 11                                     | 12                                     | 13                                     | 14                                     | 15                                     | 16                                     |
| -------------------------------------- | -------------------------------------- | -------------------------------------- | -------------------------------------- | -------------------------------------- | -------------------------------------- | -------------------------------------- | -------------------------------------- | -------------------------------------- | -------------------------------------- | -------------------------------------- | -------------------------------------- | -------------------------------------- | -------------------------------------- | -------------------------------------- | -------------------------------------- | -------------------------------------- |
| Positie:                               | 26                                     | 18                                     | 2                                      | 1                                      | 1                                      | 1                                      | 1                                      | 1                                      | 1                                      | 1                                      | 1                                      | 1                                      | 1                                      | 1                                      | 3                                      | 3                                      |
| Week:                                  | 17                                     | 18                                     | 19                                     | 20                                     | 21                                     | 22                                     | 23                                     | 24                                     | 25                                     | 26                                     | 27                                     | 28                                     | 29                                     | 30                                     | 31                                     |                                        |
| Positie:                               | 3                                      | 5                                      | 5                                      | 7                                      | 8                                      | 14                                     | 15                                     | 17                                     | 18                                     | 20                                     | 22                                     | 23                                     | 29                                     | 38                                     | 40                                     | uit                                    |

### NederlandseSingle Top 100
| Hitnotering (Week 1 t/m 65): 08-02-2014 t/m 02-05-2015 Hitnotering (Week 66 en 67): 16-05-2015 t/m 23-05-2015 Hitnotering (Week 68): 11-07-2015 | Hitnotering (Week 1 t/m 65): 08-02-2014 t/m 02-05-2015 Hitnotering (Week 66 en 67): 16-05-2015 t/m 23-05-2015 Hitnotering (Week 68): 11-07-2015 | Hitnotering (Week 1 t/m 65): 08-02-2014 t/m 02-05-2015 Hitnotering (Week 66 en 67): 16-05-2015 t/m 23-05-2015 Hitnotering (Week 68): 11-07-2015 | Hitnotering (Week 1 t/m 65): 08-02-2014 t/m 02-05-2015 Hitnotering (Week 66 en 67): 16-05-2015 t/m 23-05-2015 Hitnotering (Week 68): 11-07-2015 | Hitnotering (Week 1 t/m 65): 08-02-2014 t/m 02-05-2015 Hitnotering (Week 66 en 67): 16-05-2015 t/m 23-05-2015 Hitnotering (Week 68): 11-07-2015 | Hitnotering (Week 1 t/m 65): 08-02-2014 t/m 02-05-2015 Hitnotering (Week 66 en 67): 16-05-2015 t/m 23-05-2015 Hitnotering (Week 68): 11-07-2015 | Hitnotering (Week 1 t/m 65): 08-02-2014 t/m 02-05-2015 Hitnotering (Week 66 en 67): 16-05-2015 t/m 23-05-2015 Hitnotering (Week 68): 11-07-2015 | Hitnotering (Week 1 t/m 65): 08-02-2014 t/m 02-05-2015 Hitnotering (Week 66 en 67): 16-05-2015 t/m 23-05-2015 Hitnotering (Week 68): 11-07-2015 | Hitnotering (Week 1 t/m 65): 08-02-2014 t/m 02-05-2015 Hitnotering (Week 66 en 67): 16-05-2015 t/m 23-05-2015 Hitnotering (Week 68): 11-07-2015 | Hitnotering (Week 1 t/m 65): 08-02-2014 t/m 02-05-2015 Hitnotering (Week 66 en 67): 16-05-2015 t/m 23-05-2015 Hitnotering (Week 68): 11-07-2015 | Hitnotering (Week 1 t/m 65): 08-02-2014 t/m 02-05-2015 Hitnotering (Week 66 en 67): 16-05-2015 t/m 23-05-2015 Hitnotering (Week 68): 11-07-2015 | Hitnotering (Week 1 t/m 65): 08-02-2014 t/m 02-05-2015 Hitnotering (Week 66 en 67): 16-05-2015 t/m 23-05-2015 Hitnotering (Week 68): 11-07-2015 | Hitnotering (Week 1 t/m 65): 08-02-2014 t/m 02-05-2015 Hitnotering (Week 66 en 67): 16-05-2015 t/m 23-05-2015 Hitnotering (Week 68): 11-07-2015 | Hitnotering (Week 1 t/m 65): 08-02-2014 t/m 02-05-2015 Hitnotering (Week 66 en 67): 16-05-2015 t/m 23-05-2015 Hitnotering (Week 68): 11-07-2015 | Hitnotering (Week 1 t/m 65): 08-02-2014 t/m 02-05-2015 Hitnotering (Week 66 en 67): 16-05-2015 t/m 23-05-2015 Hitnotering (Week 68): 11-07-2015 | Hitnotering (Week 1 t/m 65): 08-02-2014 t/m 02-05-2015 Hitnotering (Week 66 en 67): 16-05-2015 t/m 23-05-2015 Hitnotering (Week 68): 11-07-2015 | Hitnotering (Week 1 t/m 65): 08-02-2014 t/m 02-05-2015 Hitnotering (Week 66 en 67): 16-05-2015 t/m 23-05-2015 Hitnotering (Week 68): 11-07-2015 | Hitnotering (Week 1 t/m 65): 08-02-2014 t/m 02-05-2015 Hitnotering (Week 66 en 67): 16-05-2015 t/m 23-05-2015 Hitnotering (Week 68): 11-07-2015 | Hitnotering (Week 1 t/m 65): 08-02-2014 t/m 02-05-2015 Hitnotering (Week 66 en 67): 16-05-2015 t/m 23-05-2015 Hitnotering (Week 68): 11-07-2015 | Hitnotering (Week 1 t/m 65): 08-02-2014 t/m 02-05-2015 Hitnotering (Week 66 en 67): 16-05-2015 t/m 23-05-2015 Hitnotering (Week 68): 11-07-2015 | Hitnotering (Week 1 t/m 65): 08-02-2014 t/m 02-05-2015 Hitnotering (Week 66 en 67): 16-05-2015 t/m 23-05-2015 Hitnotering (Week 68): 11-07-2015 |
| Week: | 1 | 2 | 3 | 4 | 5 | 6 | 7 | 8 | 9 | 10 | 11 | 12 | 13 | 14 | 15 | 16 | 17 | 18 | 19 | 20 |
| --- | --- | --- | --- | --- | --- | --- | --- | --- | --- | --- | --- | --- | --- | --- | --- | --- | --- | --- | --- | --- |
| Positie: | 53 | 19 | 3 | 1 | 1 | 1 | 2 | 1 | 1 | 1 | 2 | 1 | 1 | 4 | 5 | 4 | 6 | 3 | 8 | 10 |
| Week: | 21 | 22 | 23 | 24 | 25 | 26 | 27 | 28 | 29 | 30 | 31 | 32 | 33 | 34 | 35 | 36 | 37 | 38 | 39 | 40 |
| Positie: | 13 | 15 | 16 | 12 | 13 | 14 | 17 | 19 | 21 | 24 | 22 | 25 | 31 | 31 | 33 | 36 | 40 | 42 | 42 | 44 |
| Week: | 41 | 42 | 43 | 44 | 45 | 46 | 47 | 48 | 49 | 50 | 51 | 52 | 53 | 54 | 55 | 56 | 57 | 58 | 59 | 60 |
| Positie: | 49 | 56 | 59 | 67 | 73 | 75 | 79 | 45 | 52 | 60 | 63 | 65 | 69 | 75 | 66 | 67 | 72 | 75 | 76 | 84 |
| Week: | 61 | 62 | 63 | 64 | 65 | | 66 | 67 | | 68 | | | | | | | | | | |
| Positie: | 81 | 73 | 81 | 88 | 92 | uit | 88 | 99 | uit | 99 | uit | | | | | | | | | |

### 3FM Mega Top 50
| Hitnotering: 08-02-2014 t/m 27-09-2014 | Hitnotering: 08-02-2014 t/m 27-09-2014 | Hitnotering: 08-02-2014 t/m 27-09-2014 | Hitnotering: 08-02-2014 t/m 27-09-2014 | Hitnotering: 08-02-2014 t/m 27-09-2014 | Hitnotering: 08-02-2014 t/m 27-09-2014 | Hitnotering: 08-02-2014 t/m 27-09-2014 | Hitnotering: 08-02-2014 t/m 27-09-2014 | Hitnotering: 08-02-2014 t/m 27-09-2014 | Hitnotering: 08-02-2014 t/m 27-09-2014 | Hitnotering: 08-02-2014 t/m 27-09-2014 | Hitnotering: 08-02-2014 t/m 27-09-2014 | Hitnotering: 08-02-2014 t/m 27-09-2014 | Hitnotering: 08-02-2014 t/m 27-09-2014 | Hitnotering: 08-02-2014 t/m 27-09-2014 | Hitnotering: 08-02-2014 t/m 27-09-2014 | Hitnotering: 08-02-2014 t/m 27-09-2014 | Hitnotering: 08-02-2014 t/m 27-09-2014 | Hitnotering: 08-02-2014 t/m 27-09-2014 | Hitnotering: 08-02-2014 t/m 27-09-2014 |
| Week:                                  | 1                                      | 2                                      | 3                                      | 4                                      | 5                                      | 6                                      | 7                                      | 8                                      | 9                                      | 10                                     | 11                                     | 12                                     | 13                                     | 14                                     | 15                                     | 16                                     | 17                                     | 18                                     |                                        |
| -------------------------------------- | -------------------------------------- | -------------------------------------- | -------------------------------------- | -------------------------------------- | -------------------------------------- | -------------------------------------- | -------------------------------------- | -------------------------------------- | -------------------------------------- | -------------------------------------- | -------------------------------------- | -------------------------------------- | -------------------------------------- | -------------------------------------- | -------------------------------------- | -------------------------------------- | -------------------------------------- | -------------------------------------- | -------------------------------------- |
| Positie:                               | 41                                     | 17                                     | 2                                      | 1                                      | 1                                      | 1                                      | 2                                      | 1                                      | 1                                      | 1                                      | 1                                      | 1                                      | 1                                      | 1                                      | 2                                      | 2                                      | 4                                      | 5                                      |                                        |
| Week:                                  | 19                                     | 20                                     | 21                                     | 22                                     | 23                                     | 24                                     | 25                                     | 26                                     | 27                                     | 28                                     | 29                                     | 30                                     | 31                                     | 32                                     | 33                                     | 34                                     |                                        |                                        |                                        |
| Positie:                               | 6                                      | 6                                      | 11                                     | 13                                     | 13                                     | 13                                     | 16                                     | 17                                     | 23                                     | 27                                     | 28                                     | 31                                     | 33                                     | 34                                     | 35                                     | 36                                     | uit                                    |                                        |                                        |

### VlaamseUltratop 50
| Hitnotering: 22-02-2014 t/m 16-08-2014 | Hitnotering: 22-02-2014 t/m 16-08-2014 | Hitnotering: 22-02-2014 t/m 16-08-2014 | Hitnotering: 22-02-2014 t/m 16-08-2014 | Hitnotering: 22-02-2014 t/m 16-08-2014 | Hitnotering: 22-02-2014 t/m 16-08-2014 | Hitnotering: 22-02-2014 t/m 16-08-2014 | Hitnotering: 22-02-2014 t/m 16-08-2014 | Hitnotering: 22-02-2014 t/m 16-08-2014 | Hitnotering: 22-02-2014 t/m 16-08-2014 | Hitnotering: 22-02-2014 t/m 16-08-2014 | Hitnotering: 22-02-2014 t/m 16-08-2014 | Hitnotering: 22-02-2014 t/m 16-08-2014 | Hitnotering: 22-02-2014 t/m 16-08-2014 | Hitnotering: 22-02-2014 t/m 16-08-2014 | Hitnotering: 22-02-2014 t/m 16-08-2014 | Hitnotering: 22-02-2014 t/m 16-08-2014 | Hitnotering: 22-02-2014 t/m 16-08-2014 | Hitnotering: 22-02-2014 t/m 16-08-2014 | Hitnotering: 22-02-2014 t/m 16-08-2014 | Hitnotering: 22-02-2014 t/m 16-08-2014 | Hitnotering: 22-02-2014 t/m 16-08-2014 | Hitnotering: 22-02-2014 t/m 16-08-2014 | Hitnotering: 22-02-2014 t/m 16-08-2014 | Hitnotering: 22-02-2014 t/m 16-08-2014 | Hitnotering: 22-02-2014 t/m 16-08-2014 | Hitnotering: 22-02-2014 t/m 16-08-2014 | Hitnotering: 22-02-2014 t/m 16-08-2014 |
| Week:                                  | 1                                      | 2                                      | 3                                      | 4                                      | 5                                      | 6                                      | 7                                      | 8                                      | 9                                      | 10                                     | 11                                     | 12                                     | 13                                     | 14                                     | 15                                     | 16                                     | 17                                     | 18                                     | 19                                     | 20                                     | 21                                     | 22                                     | 23                                     | 24                                     | 25                                     | 26                                     |                                        |
| -------------------------------------- | -------------------------------------- | -------------------------------------- | -------------------------------------- | -------------------------------------- | -------------------------------------- | -------------------------------------- | -------------------------------------- | -------------------------------------- | -------------------------------------- | -------------------------------------- | -------------------------------------- | -------------------------------------- | -------------------------------------- | -------------------------------------- | -------------------------------------- | -------------------------------------- | -------------------------------------- | -------------------------------------- | -------------------------------------- | -------------------------------------- | -------------------------------------- | -------------------------------------- | -------------------------------------- | -------------------------------------- | -------------------------------------- | -------------------------------------- | -------------------------------------- |
| Positie:                               | 23                                     | 3                                      | 2                                      | 3                                      | 3                                      | 4                                      | 4                                      | 4                                      | 3                                      | 2                                      | 2                                      | 4                                      | 6                                      | 12                                     | 13                                     | 13                                     | 19                                     | 27                                     | 37                                     | 34                                     | 33                                     | 35                                     | 40                                     | 42                                     | 46                                     | 47                                     | uit                                    |

### VlaamseRadio 2 Top 30
| Hitnotering: 22-02-2014 t/m 26-07-2014 | Hitnotering: 22-02-2014 t/m 26-07-2014 | Hitnotering: 22-02-2014 t/m 26-07-2014 | Hitnotering: 22-02-2014 t/m 26-07-2014 | Hitnotering: 22-02-2014 t/m 26-07-2014 | Hitnotering: 22-02-2014 t/m 26-07-2014 | Hitnotering: 22-02-2014 t/m 26-07-2014 | Hitnotering: 22-02-2014 t/m 26-07-2014 | Hitnotering: 22-02-2014 t/m 26-07-2014 | Hitnotering: 22-02-2014 t/m 26-07-2014 | Hitnotering: 22-02-2014 t/m 26-07-2014 | Hitnotering: 22-02-2014 t/m 26-07-2014 | Hitnotering: 22-02-2014 t/m 26-07-2014 | Hitnotering: 22-02-2014 t/m 26-07-2014 | Hitnotering: 22-02-2014 t/m 26-07-2014 | Hitnotering: 22-02-2014 t/m 26-07-2014 | Hitnotering: 22-02-2014 t/m 26-07-2014 | Hitnotering: 22-02-2014 t/m 26-07-2014 | Hitnotering: 22-02-2014 t/m 26-07-2014 | Hitnotering: 22-02-2014 t/m 26-07-2014 | Hitnotering: 22-02-2014 t/m 26-07-2014 | Hitnotering: 22-02-2014 t/m 26-07-2014 | Hitnotering: 22-02-2014 t/m 26-07-2014 | Hitnotering: 22-02-2014 t/m 26-07-2014 |
| Week:                                  | 1                                      | 2                                      | 3                                      | 4                                      | 5                                      | 6                                      | 7                                      | 8                                      | 9                                      | 10                                     | 11                                     | 12                                     | 13                                     | 14                                     | 15                                     | 16                                     | 17                                     | 18                                     | 19                                     | 20                                     | 21                                     | 22                                     |                                        |
| -------------------------------------- | -------------------------------------- | -------------------------------------- | -------------------------------------- | -------------------------------------- | -------------------------------------- | -------------------------------------- | -------------------------------------- | -------------------------------------- | -------------------------------------- | -------------------------------------- | -------------------------------------- | -------------------------------------- | -------------------------------------- | -------------------------------------- | -------------------------------------- | -------------------------------------- | -------------------------------------- | -------------------------------------- | -------------------------------------- | -------------------------------------- | -------------------------------------- | -------------------------------------- | -------------------------------------- |
| Positie:                               | 21                                     | 13                                     | 3                                      | 2                                      | 2                                      | 3                                      | 3                                      | 4                                      | 3                                      | 2                                      | 2                                      | 2                                      | 3                                      | 6                                      | 7                                      | 9                                      | 12                                     | 16                                     | 18                                     | 24                                     | 28                                     | 29                                     | uit                                    |

### NPO Radio 2 Top 2000
| Nummer met noteringen in de NPO Radio 2 Top 2000 | '14  | '15  |
| ------------------------------------------------ | ---- | ---- |
| Rather be                                        | 1658 | 1581 |

1. ↑  Een vetgedrukt getal geeft de hoogste notering aan.
2. ↑  2014 was het eerste jaar met een notering voor dit nummer.
3. ↑  Deze tabel is bijgewerkt tot en met de laatste editie (2024).